# Gene Warren
Gene Warren Sr. (* 12. August 1916 in Boulder (Colorado), Vereinigte Staaten; † 17. Juli 1997 in Los Angeles) war ein US-amerikanischer Spezialeffekte-Designer, Kurzfilmproduzent, Kurzfilmregisseur und Oscarpreisträger.

## Leben und Wirken
Warren begann unmittelbar nach dem Zweiten Weltkrieg als Zeichner bei diversen, kurzen Hollywoodfilmen. Zehn Jahre darauf, 1956, wechselte er zum Spezialeffektbereich und fokussierte seine Arbeit auf die Genres Fantasy- und Science-Fiction-Film. Der Regisseur George Pal, für den er 1957 bei Der kleine Däumling noch einmal als Zeichner tätig gewesen war, führte Warren mit dessen Kollegen Tim Baar zusammen, um die umfangreichen Spezialeffekte für die H.-G.-Wells-Verfilmung Die Zeitmaschine zu entwerfen. Beider Arbeit wurde 1961 mit je einem Oscar belohnt. Auch bei den Anfang der 1960er Jahre kurz hintereinander folgenden Genre-Klassikers Der Herrscher von Cornwall, Mördersaurier und Die Wunderwelt der Gebrüder Grimm arbeiteten Warren und Baar als Team zusammen, bei den Pal-Produktionen Atlantis, der verlorene Kontinent und Die sechs Verdächtigen waren andere Kollegen Warrens Partner.
In späteren Jahren trat Gene Warren nur noch selten als Designer von Spezialeffekten in Erscheinung, sondern konzentrierte sich ganz auf die Führung seiner auf diese Dinge spezialisierten Firma, die Excelsior Productions. Auch zwei weiteren Produktionsfirmen stand er vorübergehend vor. Als Produzent und Regisseur zeichnete er überdies für eine Reihe von Kurzfilmen verantwortlich, darunter The Tool Box, Suzy Snowflake, Santa and the Three Dwarfs und Land of the Midnight Sun. Auch die Herstellung von kurzen Ausbildungsfilmen verantwortete Gene Warren bisweilen, die so (von der US Navy vorgegebene) dröge Titel wie Mariner I, Mariner III und Apollo trugen.
Gene Warren ist Vater des Spezialeffektekünstlers Gene Warren Jr., der wie sein Vater einen Oscar gewinnen konnte.

## Filmografie
Spezialeffekte und visuelle Effekte:
- 1947: Mädchen für Hollywood (Variety Girl) (Animationsszenen)
- 1957: Kronos
- 1959: Die Zeitmaschine (The Time Machine)
- 1959: Der Herrscher von Cornwall (Jack, the Giant Killer)
- 1960: Mördersaurier (Dinosaurus!)
- 1960: Robur, der Herr der sieben Kontinente (Master of the World)
- 1960: Atlantis, der verlorene Kontinent (Atlantis – The Lost Continent)
- 1961: Die Wunderwelt der Gebrüder Grimm (The Wonderful World of the Brothers Grimm)
- 1967: Die sechs Verdächtigen (The Power)
- 1974–75: Im Land der Saurier (Land of the Lost) (TV-Serie, nur Produktionsleitung)
- 1976: Schwarzer Sonntag (Black Sunday)
- 1977: Meteor (UA: 1979)
- 1977–78: Der Mann aus Atlantis (Man From Atlantis) (TV-Serie)
- 1978: Avalanche